# 萊斯特廣場
李城坊（英語：Leicester Square）是一個位於英國倫敦西區（West End）的廣場。廣場的北面是儷人街（Lisle Street），東面是 查令十字路（Charing Cross Road），南面是奧倫治街（Orange Street），西面是韋特孔街（Whitcomb Street）。廣場中央的公園被考博街（Cranbourn Street）、李斯特街（Leicester Street）、歐文街（Irving Street）和一條稱為李斯特廣場的街道包圍。李斯特廣場位於西敏市之內，在倫敦地鐵李斯特廣場站以西不遠處，與南面的特拉法加廣場相距約300米。

## 歷史

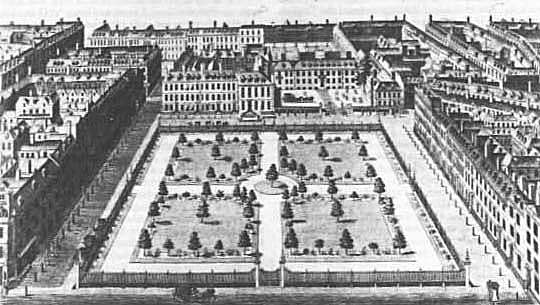
1750年的萊斯特廣場（向北望）。 東北角的大宅是萊斯特伯爵官邸，後來成為威爾斯親王弗雷德里克王子的府第

此廣場名字的來源是第二代萊斯特伯爵羅伯特·錫德尼，他在1630年從聖馬丁大教堂購入了4英畝的土地，5年後他在這片地的北端建了一所大宅，稱為萊斯特大宅。建築地盤令聖馬丁教區內的居民喪失了使用這片公共土地的權利，教區居民遂向英王查理一世請求援助，查理一世委派三名樞密院成員作出仲裁。最後結果是萊斯特伯爵必須把土地的一部份開放予公眾，後來成為萊斯特廣場。
此街區於1670年代開始發展，起初成為了上流社會人士居住的區域，萊斯特大宅曾成為威爾斯親王弗雷德里克王子的府第。但到了18世紀，住在萊斯特廣場不再成為地位顯赫的象徵，此廣場已成為平民娛樂的場所。在1780年代，萊斯特大宅變成了一所展覽大自然奧秘的博物館，名叫Holophusikon。
踏入19世紀，萊斯特廣場成為娛樂場所，建了數間飯店，吸引了來倫敦的旅客。1854年，艾勒漢布拉劇場（Alhambra Theatre）在萊斯特廣場開幕，成為附近最大的劇院。到了今天，這廣場仍然是倫敦西區娛樂區的心臟地帶。

## 特色

### 花園

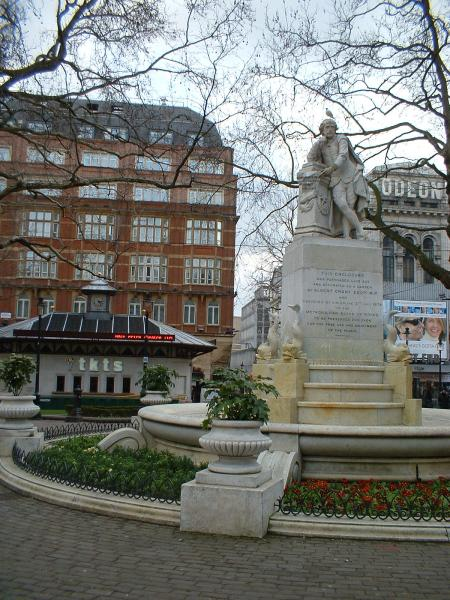
萊斯特廣場的中央

在廣場的中間是一個小公園，而公園中央矗立著莎士比亞的銅像，還有數條海豚圍繞之。公園四角的閘門各有一尊銅像，分別是著名科學家艾薩克·牛頓爵士、英國皇家藝術學院首任院長約書亞·雷諾茲爵士、現代外科之父約翰·亨特爾（John Hunter）及著名畫家威廉·贺加斯。最近有加上了諧星查理·卓別林的銅像。行人道上刻上了那裡與前大英帝國成員國的距離。

### 娛樂

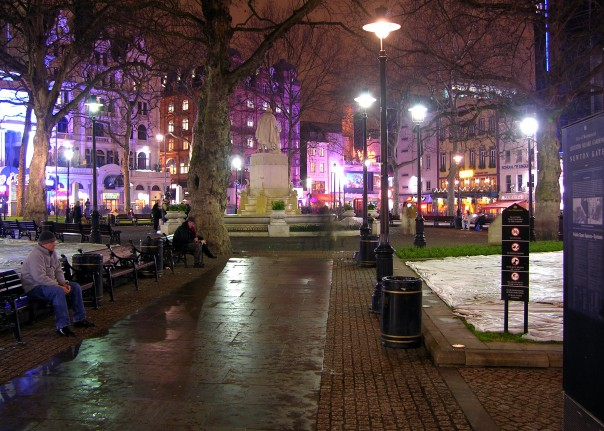
萊斯特廣場的夜景（向東北角）

萊斯特廣場是倫敦戲院區的中心，廣場上有一個路牌標著那裡是「Theatreland」（劇院之地）。廣場上的一家戲院聲稱擁有最大的銀幕和最多的座位（超過2,000）。不時有英國電影的首映禮在萊斯特廣場上的四家戲院舉行。廣場的外圍的地上有電影明星的名字及掌印，如同好萊塢星光大道一樣。
萊斯特廣場上有幾家迪斯可，在周五周六的晚上非常擁擠。每逢聖誕節，廣場都會舉行園遊會．農曆新年的時候更會放鞭炮慶祝．